# The Living and The Dead
The Living and the Dead é uma minissérie britânica de terror sobrenatural criada por Ashley Pharoah. A trama gira em torno de Nathan Appleby (interpretado por Colin Morgan) e sua esposa, Charlotte Appleby (interpretada por Charlotte Spencer), cuja fazenda é considerada o centro de numerosas ocorrências sobrenaturais. 

## Elenco

### Elenco principal
- Colin Morgan[1] como Nathan Appleby
- Charlotte Spencer como Charlotte Appleby
- Nicholas Woodeson como Reverendo Matthew Denning

### Elenco de apoio
- Isaac Andrews[2] como Charlie Thatcher
- Elizabeth Berrington como Maud Hare
- Sarah Counsell[3] como Lizzie Merrifield
- Robert Emms[4]  como Peter Hare
- Amber Fernée como Bathsheba Thatcher
- Joel Gillman como Jack Langtree
- Tallulah Haddon como Harriet Denning
- Kerrie Hayes como Gwen Pearce
- Liam McMahon como Tinker
- David Oakes como William Payne
- Marianne Oldham como Mary Denning
- Harry Peacock  como Smith
- Chloe Pirrie como Lara
- Pooky Quesnel como Agnes Thatcher
- Malcolm Storry como Gideon Langtree
- Steve Oram como John Roebuck

## Produção

### Desenvolvimento
A série foi criada pelo co-autor de Life on Mars e Ashes to Ashes, Ashley Pharoah. O parceiro criativo de Pharoah, Matthew Graham, foi inicialmente vinculado à série, mas se retirou antes de sua produção para trabalhar em Childhood's End para SyFy. A série é dirigida por Alice Troughton e Sam Donovan.

### Elenco
Em 5 de junho de 2015, Colin Morgan e Charlotte Spencer foram anunciados para se juntar ao elenco da série.

### Gravações
As gravações de The Living and the Dead aconteceram no Bottle Yard Studios em Bristol, Inglaterra. O local principal das filmagens foi Horton Court em Gloucestershire.

### Trilha sonora
A dupla The Insects, de Bristol, foi contratada para escrever a trilha sonora da série. O primeiro episódio apresenta a tradicional canção She Moved Through the Fair cantada por Elizabeth Fraser, além do hino anglicano Immortal, Invisible, God Only Wise no funeral do lavrador. Outra música recorrente é The Reaper's Ghost, composta por Richard Dyer-Bennet em 1935.

## Recepção
O site Rotten Tomatoes deu à primeira temporada da série uma classificação de aprovação de 83%, com uma média de 6,33/10 com base em 12 críticas. O consenso do site foi: "Este retorno aos contos góticos clássicos de outrora é a visualização ideal para o público que busca uma sessão assustadora sem solavancos e choques intensos".